# Monica Strebel
Monica Strebel (Strasburgo, 1948) è un'attrice e modella svizzera naturalizzata francese.

## Biografia
In alcuni casi accreditata come Monica Stroebel, è stata attiva nel cinema negli anni settanta come interprete, in Italia, di b-movie polizieschi e thrilling, nonché di film soft-core. È stata anche interprete di fotoromanzi, ed è apparsa come ragazza copertina su Playmen. Dal 1978 è scomparsa dalle scene.

## Filmografia
- La resa dei conti, regia di Sergio Sollima (1966)
- Amore o qualcosa del genere, regia di Dino Bartolo Partesano (1968)
- Brucia ragazzo, brucia, regia di Fernando Di Leo (1969)
- Le altre, regia di Alex Fallay (1969)
- Lettera aperta a un giornale della sera, regia di Nanni Loy (1970)
- La lunga notte dei disertori, regia di Mario Siciliano (1970)
- La bestia uccide a sangue freddo, regia di Fernando Di Leo (1971)
- Racconti proibiti... di niente vestiti, regia di Brunello Rondi (1972)
- Istantanea per un delitto, regia di Mario Imperoli (1974)
- Conviene far bene l'amore, regia di Pasquale Festa Campanile (1975)
- Il soldato di ventura, regia di Pasquale Festa Campanile (1976)
- Un uomo da nulla, regia di Renata Amato (1977)